# Brasilotitan
Brasilotitan – wymarły rodzaj dinozaura, zauropoda z grupy tytanozaurów.
Skamieniałości nieznanego nauce dinozaura znaleziono w Brazylii, w stanie São Paulo, w okolicy miasta Presidente Prudente. Spoczywały wśród skał basenu Bauru, a dokładniej formacji Adamantina, datowanej na turon-santon. Wcześniej grupa Bauru dostarczyła wielu skamieniałości, w tym ryb, płazów bezogonowych, żółwi, jaszczurek i Crocodyliformes, a także ssaków. Dinozaury reprezentują w niej zauropody i teropody. Te pierwsze reprezentują antarktozaur, Gondwanatitan, Baurutitan, Adamantisaurus.
Budowa kości wskazywała, że chodzi o kolejnego tytanozaura. Różniły się jednak od poprzednio opisywanych w szczególności szerszym w kierunku przednio-tylnym spojeniem kości zębowej, łukowatą brzuszną częścią trzonów kręgów szyjnych, dodatkową skierowaną do przodu powierzchnią stawową wyrostków stawowych przednich także w odcinku szyjnym oraz V-kształtnymi blaszkami między wyrostkami stawowymi przednimi. Stwierdzenie autapomorfii pozwoliło Machado i współpracownikom na kreowanie nowego rodzaju zwierzęcia, któremu nadali nazwę Brasilotitan. Pierwsza część nazwy odnosi się do kraju znalezienia kości. Druga część, titan, bierze źródłosłów z mitologii greckiej, w której tytani i tytanidy byli starszą generacją bóstw, potomstwem Uranosa i Gai, obalonymi przez młodszych bogów.
W rzeczonym rodzaju umieścili pojedynczy gatunek Brasilotitan nemophagus. Jego nazwę autorzy także wywiedli z greki. Némos oznacza w nim pastwisko, a phagos odnosi się do jedzenia. Nazwa ta nawiązuje do roślinożerności zwierzęcia. Machado i inni podjęli się również próby ustalenia pozycji zwierzęcia na drzewie rodowym zauropodów. Zadanie to okazało się trudne. Nowy rodzaj wydawał się nie być ani bazalnym, ani zaawansowanym ewolucyjnie przedstawicielem tytanozaurów. Budowa jego żuchwy wskazuje na jego bliskie pokrewieństwo z Antarctosaurus wichmannianus i Bonitasaura salgadoi.

## Historia
Wcześniej grupa Bauru dostarczyła wielu skamieniałości, w tym ryb, płazów bezogonowych, żółwi, jaszczurek i Crocodyliformes, a także ssaków. Dinozaury reprezentują w niej zauropody i teropody. Pierwszego zauropoda z grupy tytanozaurów znaleziono w niej na początku XX wieku, jednak Pacheco (1913) wziął go na pozostałości krokodyla. W 1919 Huene zaliczył je do rodzaju tytanozaur. Kolejne pozostałości znaleziono w 1958, pośród skał formacji Adamantina. Skatalogowano je jako MUGEO 1282. W 1971 na XXV Brazylijskim Kongresie Paleontologii Fahad Moyses Arid, L. D. Vizotto ogłosili opis antarktozaura. W 1989 w miejscu znalezienia szczątków z 1958 znaleziono ząb tytanozaura, opisany przez Mezzalirę. W 1998 opisano pierwsze brazylijskie osteodermy tytanozaura. W 1999 Alexander WA Kellner, SAK de Azevedo opisali kolejny rodzaj Gondwanatitan. Oba wspomniane rodzaje – antarktozaur i Gondwanatitan – pochodziły z formacji Adamantina. Campos i Kellner opisali z Bauru miednice zauropodów tytanozaurów.
W 2000 na drodze stanowej Raposo Tavares w okolicy miasta Presidente Prudente  w stanie São Paulo znaleziono nowe skamieniałości.
Grupa tytanozaurów obejmuje znakomitą większość zauropodów znalezionych na terenie Brazylii, prócz nich znaleziono w nim zaledwie jednego zauropoda z grupy diplodokokształtnych (opisany w 2003 Amazonsaurus). W 2005 Alexander Kellner et al. opublikowali opis kolejnego zauropoda z Bauru, nazwanego Baurutitan. Rok później Rodrigo Miloni Santucci i Reinaldo J. Bertini opublikowali artykuł, w którym kreowali nowy rodzaj Adamantisaurus. Kolejne znalezisko południowoamerykańskiego tytanozaura, Malarguesaurus, pochodzi z Argentyny.